# رود جفرسون
رود جفرسون رودی در کشور ایالات متحده آمریکا است.
این رود که از توین بریجیز، مونتانا سرچشمه میگیرد پس از طی ۱۳۴ کیلومتر به رود میزوری میریزد.

## نگارخانه

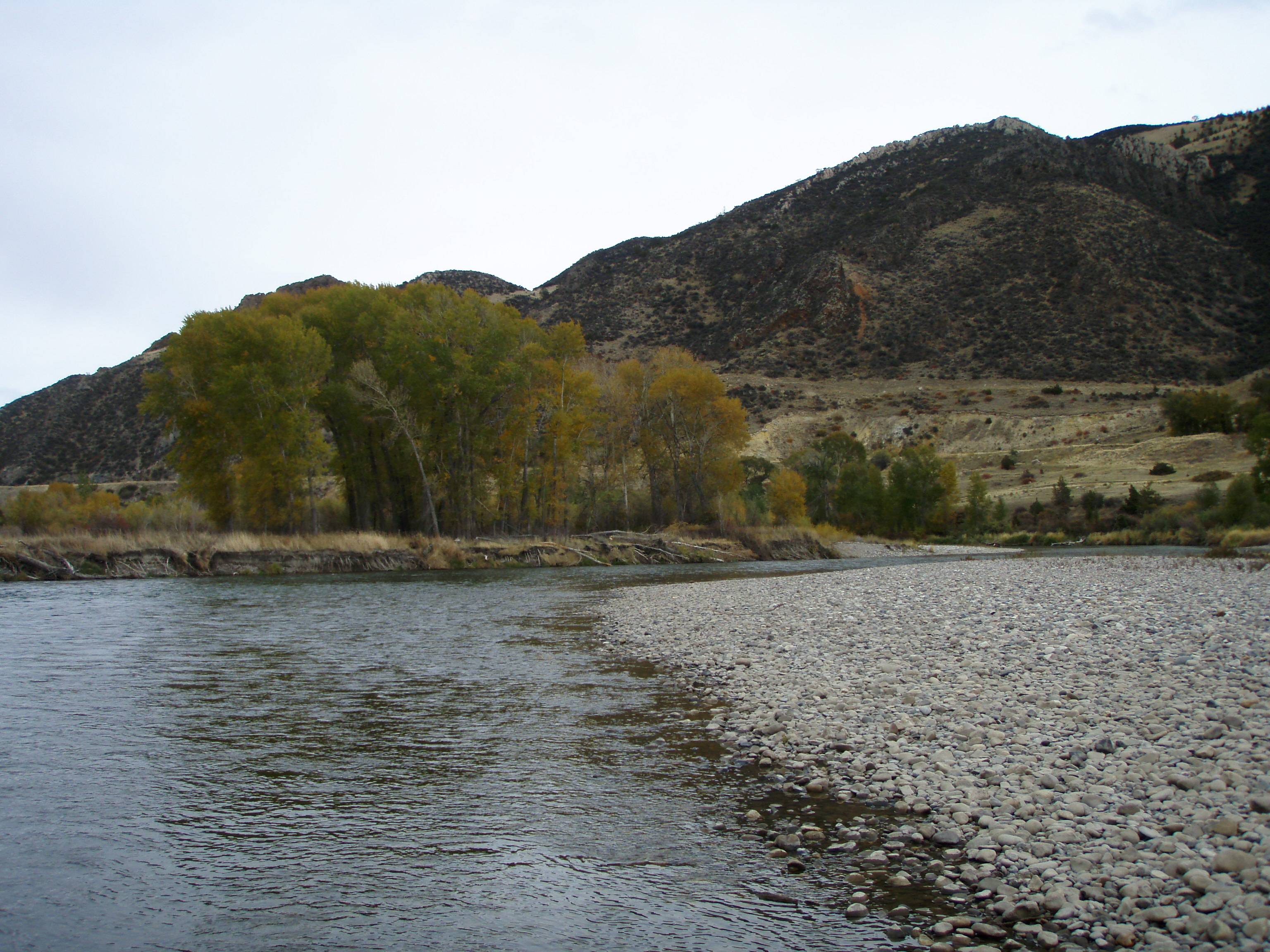
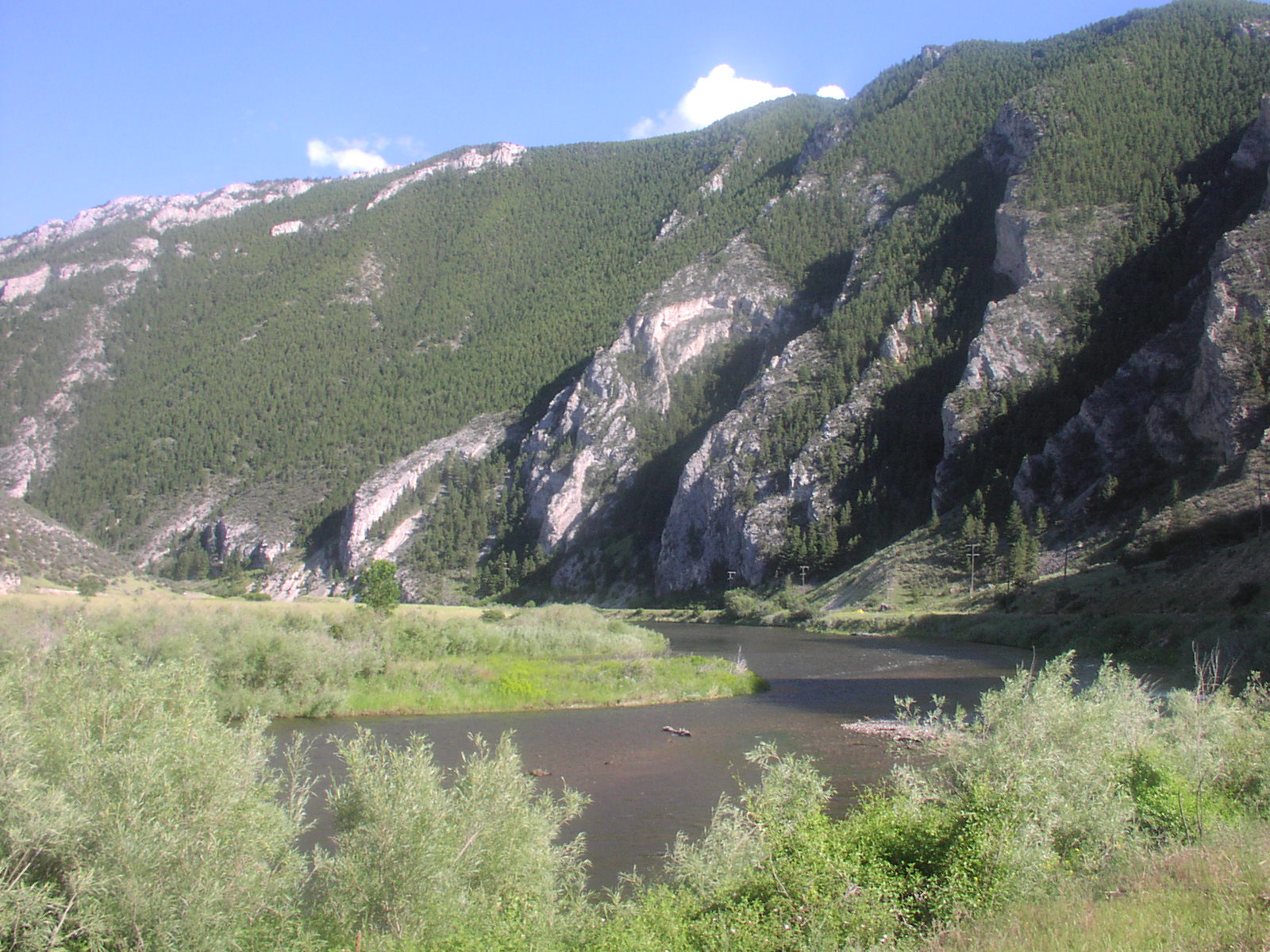
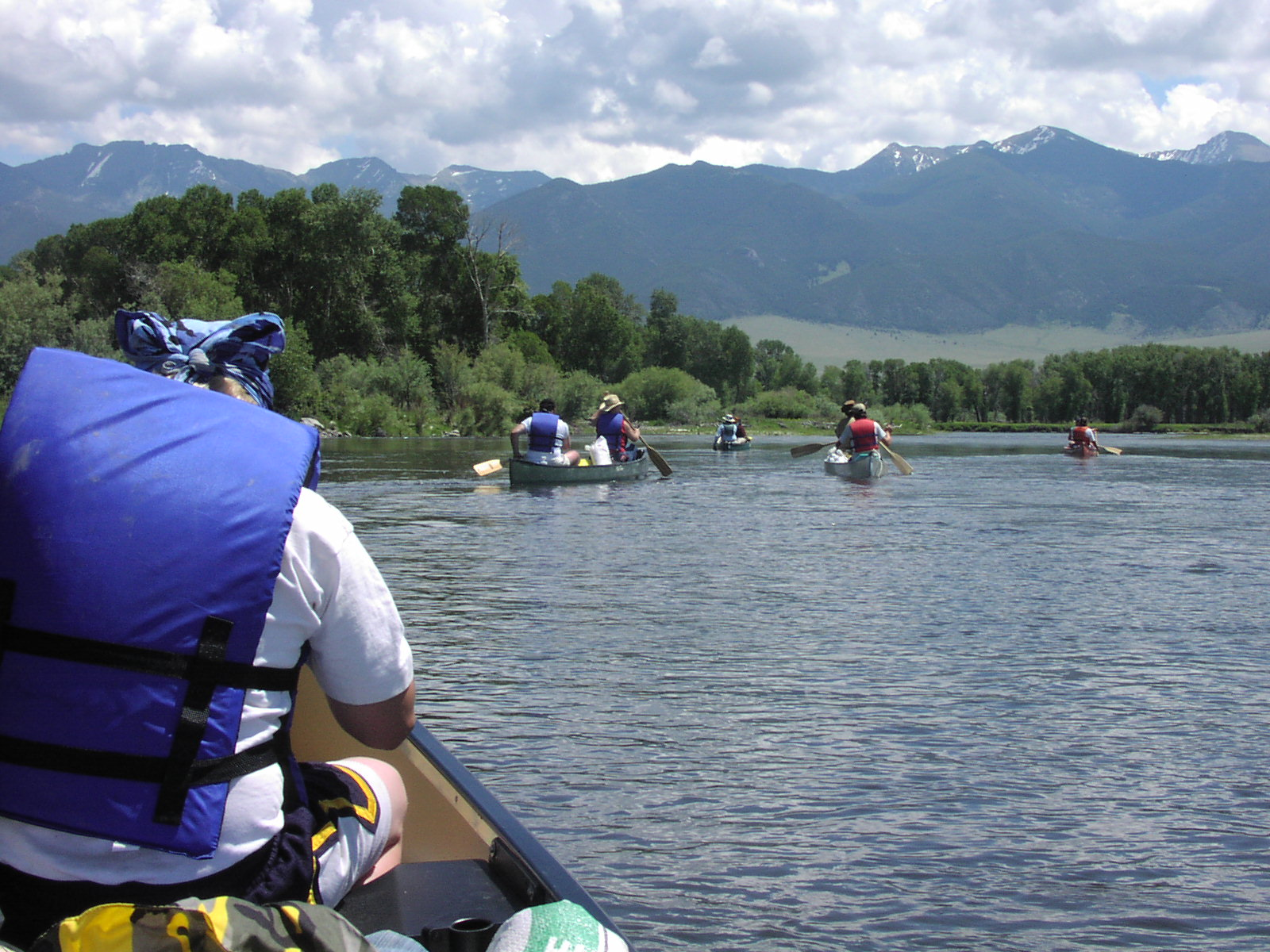